# ماكس لاك
ماكس لاك (بالإنجليزية: Max Lake)‏ هو جراح أسترالي، ولد في 24 يوليو 1924، وتوفي في 14 أبريل 2009.